# Darwinbots
DarwinBots ist ein Open-Source-Simulator für künstliches Leben, der ursprünglich von Carlo Comis entwickelt wurde. Er bietet eine virtuelle Umgebung, in der eine Reihe von digitalen Organismen, "bots" genannt, interagieren, um Ressourcen kämpfen, sich reproduzieren und evolvieren.

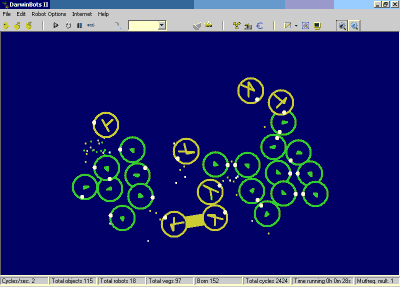
Screenshot

## Simulation
Darwinbots simuliert Gene, die das Verhalten eines einzelnen Bots kontrollieren. Jedes Gen hat einen Auslöser für seine Aktivierung, einen Körper der die Genfunktionen ausführt und eine Endmarkierung. Darwinbots simuliert keine fortgeschritteneren Informationsträger und Effektoren (RNA oder Proteine) und Interaktionen zwischen Genen kommen minimal vor. Individuen mit ähnlicher DNA erkennen einander als Verwandte.
Jeder Bot hat ein Energielevel, das durch Nahrungsaufnahme wächst und durch das Aktivieren einer codierter Aktion sinkt. Ein Stoffwechsel wird über den Verbrauch von Energie und die Produktion von Abfallprodukten simuliert. Ein Bot kann sterben, wenn seine Energie zu niedrig oder der Abfall um ihn herum zu hoch ist. Die Effizienz der Energie- und Abfallhandhabung ist der hauptsächliche selektive Mechanismus zur Evolution. Zusätzlich braucht die Ernährung eine Kombination von Sehvermögen, Bewegung, Zielerkennung und Angriff.

## Kritik
Das "Science Advisory Board" kommentierte, dass die Darwinbots-Software in ein Modell einer komplexen Interaktion zwischen Zellen, Gewebe und Organen weiterentwickelt könnte: "Normale und pathologische Physiologie könnten als zwischen-spezifische Beziehungen wieder erdacht werden."